# دشت کانتو

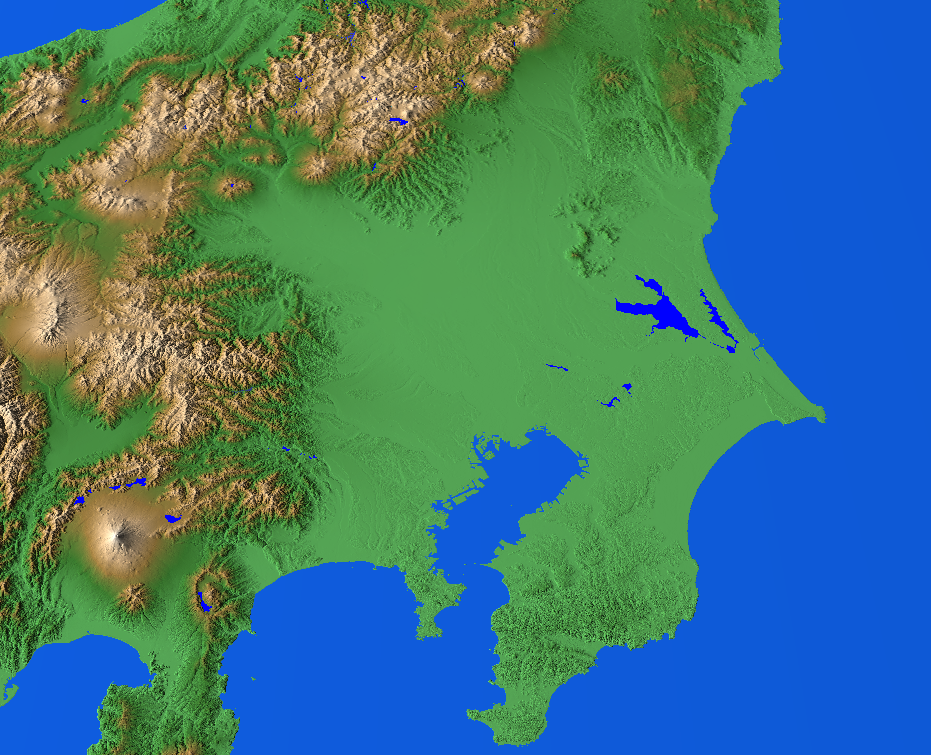
دشت کانتو، ژاپن.

دشت کانتو (به ژاپنی: 関東平野) بزرگترین دشت در کشور ژاپن است. 
این دشت در مرکز جزیرهٔ هونشو واقع شده‌است و یک کلان‌شهر و ۶ استان را در بر می‌گیرد. مساحت دشت کانتو ۱۷٫۰۰۰ کیلومتر مربع است.

## کلان‌شهر واستان‌های واقع در دشت کانتو
- توکیو (کلان‌شهر)
- گونما
- توچیگی
- ایباراکی
- سایتاما
- چیبا
- کاناگاوا